# Jonathan Bamba
Pour les articles homonymes, voir Bamba.
Jonathan Bamba, né le 26 mars 1996 à Alfortville (Val-de-Marne), est un footballeur international ivoirien qui évolue au poste d'ailier gauche au Fire de Chicago.
Attaquant polyvalent, évoluant principalement sur l'aile gauche durant sa carrière, Jonathan Bamba utilise sa capacité d'accélération afin de se projeter en 1 contre 1 ou de distiller des passes décisives. Il se révèle être un atout majeur du bon parcours du LOSC Lille en championnat lors de la saison 2018-2019. Malgré une baisse de forme la saison suivante, il redevient un joueur clef lors de la saison 2020-2021. Ses performances pendant la saison 2021-2022 seront à l'image de son équipe, il ne parvient pas à performer comme la saison passée, excepté en Ligue des champions, où il sera un élément important pour atteindre les 8e de finale.

## Carrière

### Carrière en club

#### Débuts en région parisienne
Bamba commence sa formation à l'UJA Alfortville. En 2009, non retenu à l'Institut national du football de Clairefontaine , il intègre la deuxième promotion pôle espoirs de Reims, qui a ouvert ses portes un an auparavant et accueille un nombre assez important de footballeurs franciliens. En juin 2011, avec la sélection de la Ligue de Paris-Île-de-France, il termine troisième de la Coupe nationale des Ligues U15. Au sein de cette sélection, il a notamment pour coéquipiers Kingsley Coman et Moussa Dembélé.

#### AS Saint-Étienne
Il intègre le centre de formation de l'AS Saint-Étienne en 2011. Lors de la saison 2014-2015, les blessures de Benjamin Corgnet, Romain Hamouma et Renaud Cohade lui permettent d'intégrer pour la première fois le groupe professionnel en vue des seizièmes de finale de Coupe de France, à Tours, en janvier 2015. S'il n'entre pas en jeu ce soir là, ce sera le cas quatre jours plus tard pour ses premiers pas en Ligue 1, le 25 janvier 2015 contre le Paris Saint-Germain. Il remplace alors Yohan Mollo à la 82e minute, pour une défaite 0-1.
Lors de l'été 2015, il inscrit son premier but avec les pros contre l'Ajax Amsterdam, dans un match amical de pré-saison. En août et septembre 2015, il est régulièrement utilisé par Christophe Galtier, participant à quatre rencontres de Ligue 1 et trois de Ligue Europa. C'est sur ce laps de temps qu'il marque son premier but en compétition officielle, contre le FC Nantes, d'une belle frappe sous la barre après avoir éliminé deux défenseurs adverses. Son entraîneur commente alors : « Comme il va être mis en valeur, je vais le protéger. ». Une déclaration prémonitoire. La semaine suivante, il est fautif dès la cinquième minute de jeu sur l'ouverture du score niçoise (défaite finale 1-4), pris dans son dos par Vincent Koziello. Sorti dès la mi-temps pour Vincent Pajot, Galtier l'éloigne des projecteurs jusqu'en décembre, une nouvelle cascade de blessures (Robert Berić, Jean-Christophe Bahebeck, Benjamin Corgnet, Fabien Lemoine) l'amenant à l'aligner, de nouveau, en Ligue 1 et en Ligue Europa.

#### Prêt au Paris FC
Cantonné au banc ou au groupe CFA, il quitte le Forez pour la capitale début janvier 2016. En quête de temps de jeu, il rejoint la Ligue 2 et le Paris Football Club, dix-neuvième à mi-saison, afin d’emmagasiner de l'expérience et du temps de jeu. S'il joue (14 apparitions, 13 titularisations) et assure y avoir gagné en maturité, ses 2 passes décisives délivrées ne suffisent pas à sauver le club de la relégation.

#### Prêt à Saint-Trond
Pour poursuivre son apprentissage, il est une nouvelle fois envoyé en prêt lors de l'été 2016. Il prend ainsi la direction de la Belgique et du K Saint-Trond VV. Il y tombe progressivement en disgrâce auprès du staff technique, celui-ci pointant les lacunes tactiques et défensives du jeune feu-follet stéphanois.

#### Prêt au Angers SCO
Libéré par le club belge, il rallie Angers sous forme de prêt jusqu'au terme de la saison. Il vient notamment compenser les départs de Karl Toko-Ekambi et Famara Diedhiou pour la Coupe d'Afrique des Nations. Amené à pallier la blessure de dernière minute de Jamel Saihi, il fait ses débuts sous sa nouvelle tunique le 8 janvier 2017 en seizièmes de finale de Coupe de France à Granville et se montre décisif dès la 24e minute, provoquant le but contre son camp de Yoan Benyaha pour l'égalisation angevine (victoire finale 1-2).
Il inscrit son premier but sous les couleurs angevines le 18 février, inscrivant le but de la victoire dès la cinquième minute lors de la réception de l'AS Nancy-Lorraine. Le 18 mars, il retrouve le chemin des filets et délivre une passe décisive pour Thomas Mangani face à Guingamp (victoire 3-0). Il conclut la saison en championnat par une dernière réalisation en ouvrant le score face à Montpellier (38e journée, victoire 2-0). La semaine suivante, il rentre en jeu lors de la finale perdue face au Paris Saint-Germain en Coupe de France.

#### Retour de prêt
Après un très bon prêt du côté de Angers, Bamba retrouve l'ASSE qui est sous la tutelle d'Oscar Garcia il est titulaire pour son retour face à Nice où il sera décisif d'entrée de jeu avec un but dès la 4e minute sur une passe de Tannane.
Il termine sa fin de saison avec 7 buts (à égalité avec Beric et Cabella) et 8 passes décisives.
Faute d'avoir trouvé un accord avec les dirigeants stéphanois pour prolonger son contrat, il part libre à l'issue de la saison 2017-2018.

#### LOSC Lille

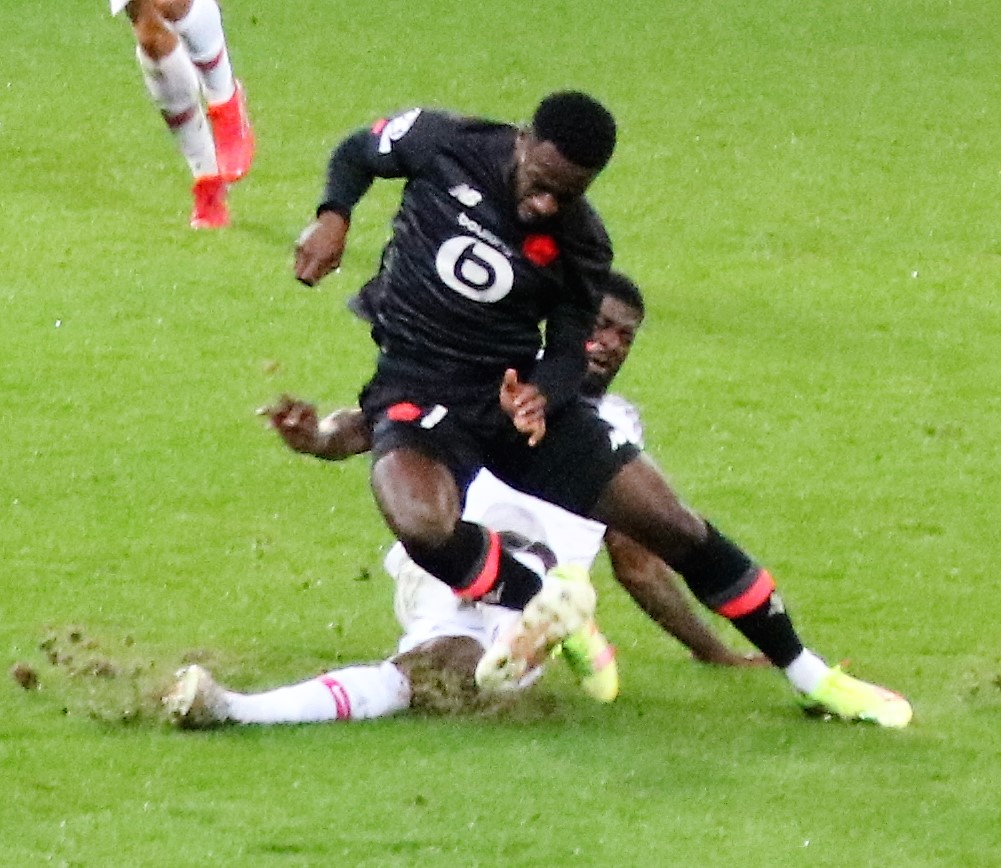
Jonathan Bamba (en noir) avec le LOSC Lille contre le FC Salzbourg en Ligue des champions (2021).

Le 2 juillet 2018, il s'engage pour cinq ans avec le LOSC Lille. Le 11 août, il est titulaire pour son premier match, lors de la première journée de la saison 2018-2019 et il inscrit son premier but sous ses nouvelles couleurs contre le Stade rennais (3-1 pour le LOSC score final). Il inscrit un doublé le 26 août lors de la réception de l'En avant Guingamp (3-0). Il continue sur sa lancée en inscrivant même un doublé lors de la réception de l'Olympique de Marseille (3-0). La semaine suivante, il retrouve son ancien club, l'AS Saint-Étienne, et inscrit un nouveau doublé. En avril 2019, il est récompensé par le trophée UNFP du meilleur joueur du mois de Ligue 1. Il est acteur de la réussite lilloise avec Nicolas Pépé et Jonathan Ikoné. En effet le trio qu’ils forment, surnommé la « BIP-BIP », permet en partie la deuxième place de Ligue 1 (directement qualificative pour la Ligue des champions).
Lors de la saison 2019-2020, Bamba est moins en réussite en termes de statistiques mais il reste toujours aussi précieux dans le travail de l'ombre qu'il réalise pour l'équipe. Il découvre la Ligue des champions avec le LOSC, qui ne sort pas des poules. La saison est tronquée à cause de la pandémie de COVID-19 et s'arrête en mars 2020.
Après un bon début de saison, Bamba reçoit en octobre 2020, le Trophées UNFP du meilleur joueur du mois en championnat. Il marque son premier but européen lors de la réception de l’AC Milan le 26 novembre 2020 et permet à son équipe d’égaliser.
Si sa seconde partie de saison est contrastée, le milieu gauche termine la saison avec 7 buts et 11 passes décisives et remporte son premier trophée en carrière avec Lille, vainqueur de la Ligue 1 2020-2021.
La saison suivante, Bamba remporte avec son club le Trophée des Champions 2021 face au PSG, au Stade Bloomfield à Tel Aviv, en Israël, le 1er août 2021. A l'image de son équipe, le numéro 7 du LOSC connaît ensuite une saison mitigée en championnat, n'inscrivant aucun but pendant plus d'un an. Il participe cependant au très bon parcours des Dogues en Ligue des champions, qualifiés pour la seconde fois de leur histoire en huitièmes de finale.
Pour sa dernière saison de contrat dans le club nordiste, Jonathan Bamba, toujours taulier de l'équipe retrouve son ancien comparse de l'AS Saint-Étienne, Rémy Cabella qui s'est engagé libre avec Lille, étant retournée en France à la suite de la reprise de la guerre entre l'Ukraine et la Russie début 2022. Durant cette saison, Jonathan se montre plus décisif que lors du précèdent exercice, il inscrit notamment un but au Parc des Princes, donnant l'avantage à son équipe face au Paris Saint-Germain, finalement les Lillois s'inclinent 4-3 dans les arrêts de jeu.

#### Celta Vigo
Le 18 juillet 2023, Jonathan Bamba s'engage libre avec le Celta Vigo en paraphant un contrat de trois ans jusqu'en 2026,,.

### Carrière en sélection

#### Avec les équipes de France jeunes
En juin 2017, il est retenu par le nouveau sélectionneur des Espoirs, Sylvain Ripoll, pour participer à deux rencontres amicales, face à l’Albanie et au Cameroun. Rentré en cours de jeu lors de ces deux confrontations, il trouve le chemin des filets face au Cameroun.
Il est de nouveau retenu en mai 2019 pour l’Euro espoirs de l’été 2019  par Sylvain Ripoll, il se blesse gravement à la cheville durant la compétition.

#### Avec la Côte d'Ivoire
Le 28 décembre 2023, il est retenu dans la liste des vingt-sept joueurs ivoiriens sélectionnés par Jean-Louis Gasset pour disputer la Coupe d'Afrique des nations 2023.

## Statistiques
| Saison                | Club                    | Championnat           | Championnat | Championnat | Coupe nationale | Coupe nationale | Coupe de la Ligue | Coupe de la Ligue | Supercoupe | Supercoupe | Compétition(s) continentale(s) | Compétition(s) continentale(s) | Compétition(s) continentale(s) | Total | Total |
| Saison                | Club                    | Division              | M.          | B.          | M.              | B.              | M.                | B.                | M.         | B.         | Comp.                          | M.                             | B.                             | M.    | B.    |
| 2014-2015             | AS Saint-Étienne        | Ligue 1               | 3           | 0           | 1               | 0               | -                 | -                 | -          | -          | -                              | -                              | -                              | 4     | 0     |
| 2015-2016             | AS Saint-Étienne        | Ligue 1               | 5           | 1           | 1               | 0               | 1                 | 0                 | -          | -          | C3                             | 4                              | 0                              | 11    | 1     |
| 2017-2018             | AS Saint-Étienne        | Ligue 1               | 34          | 7           | 2               | 1               | 1                 | 0                 | -          | -          | -                              | -                              | -                              | 37    | 8     |
| Sous-total            | Sous-total              | Sous-total            | 42          | 8           | 4               | 1               | 2                 | 0                 | -          | -          | -                              | 4                              | 0                              | 52    | 9     |
| 2015-2016             | Paris FC (prêt)         | Ligue 2               | 14          | 0           | -               | -               | -                 | -                 | -          | -          | -                              | -                              | -                              | 14    | 0     |
| 2016-2017             | K Saint-Trond VV (prêt) | Jupiler Pro League    | 8           | 2           | 3               | 1               | -                 | -                 | -          | -          | -                              | -                              | -                              | 11    | 3     |
| 2016-2017             | Angers SCO (prêt)       | Ligue 1               | 16          | 3           | 4               | 0               | -                 | -                 | -          | -          | -                              | -                              | -                              | 20    | 3     |
| Sous-total            | Sous-total              | Sous-total            | 38          | 5           | 7               | 1               | -                 | -                 | -          | -          | -                              | -                              | -                              | 45    | 6     |
| 2018-2019             | Lille OSC               | Ligue 1               | 38          | 13          | 3               | 1               | -                 | -                 | -          | -          | -                              | -                              | -                              | 41    | 14    |
| 2019-2020             | Lille OSC               | Ligue 1               | 26          | 1           | 3               | 0               | 2                 | 0                 | -          | -          | C1                             | 6                              | 0                              | 37    | 1     |
| 2020-2021             | Lille OSC               | Ligue 1               | 38          | 6           | 2               | 0               | -                 | -                 | -          | -          | C3                             | 8                              | 1                              | 48    | 7     |
| 2021-2022             | Lille OSC               | Ligue 1               | 31          | 1           | 1               | 0               | -                 | -                 | 1          | 0          | C1                             | 6                              | 0                              | 39    | 1     |
| 2022-2023             | Lille OSC               | Ligue 1               | 34          | 6           | 1               | 0               | -                 | -                 | -          | -          | -                              | -                              | -                              | 35    | 6     |
| Sous-total            | Sous-total              | Sous-total            | 167         | 27          | 10              | 1               | 2                 | 0                 | 1          | 0          | -                              | 20                             | 1                              | 200   | 29    |
| 2023-2024             | Celta de Vigo           | Liga                  | 18          | 2           | 1               | 2               | -                 | -                 | -          | -          | -                              | -                              | -                              | 19    | 4     |
| Total sur la carrière | Total sur la carrière   | Total sur la carrière | 265         | 42          | 22              | 5               | 4                 | 0                 | 1          | 0          | -                              | 24                             | 1                              | 316   | 48    |

## Palmarès

### En club
- Angers SCO
  - Finaliste de la Coupe de France en 2017.

- LOSC Lille 
  - Champion de Ligue 1 en 2021.
  - Vice-champion de Ligue 1 en 2019.
  - Vainqueur du Trophée des Champions en 2021

### En sélection nationale
- Côte d'Ivoire
  - Vainqueur de la Coupe d'Afrique des nations en 2024[17]

### Distinctions personnelles
- En avril 2019 et octobre 2020, Jonathan Bamba reçoit le trophée UNFP du meilleur joueur du mois de Ligue 1[11].